# Jacobo Kettler
Jacobo Kettler (en alemán: Jakob von Kettler; en letón: Jēkabs Ketlers; Kuldīga, 28 de octubre de 1610 - Mitau, 1 de enero de 1682) fue el tercer duque de Curlandia y Semigalia, entre 1642 y 1682. Durante su gobierno, el ducado alcanzó su máximo nivel de riqueza y estableció colonias en América y África.

## Biografía

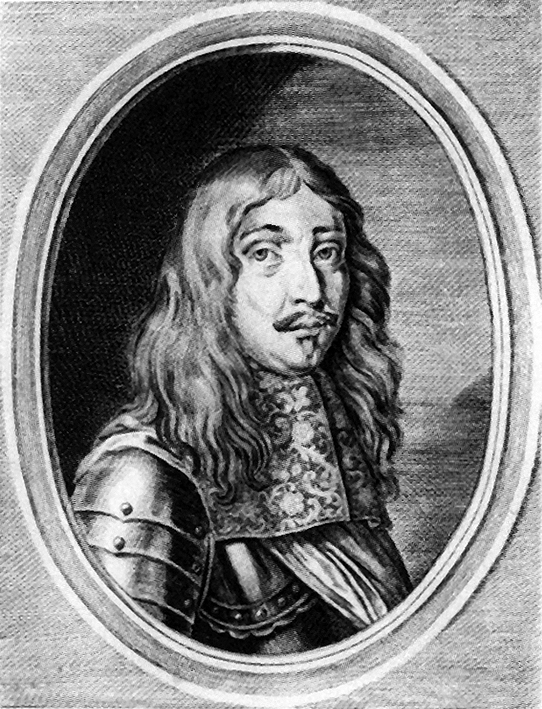
Jacobo Kettler

Kettler nació en Goldingen (Kuldīga). Fue el hijo de Guillermo Kettler y Sofía de Hohenzollern, Princesa de Prusia y la hija de Alberto Federico, el duque de Prusia. También fue el ahijado de Jacobo I de Inglaterra.
Bajo el gobierno de Jacobo, el Ducado de Curlandia y Semigalia estableció relaciones comerciales con las Provincias Unidas de los Países Bajos, Inglaterra, Portugal y Francia. En 1651 envió una flota al río Gambia en África occidental para construir el Fuerte de Jacobo en una isla en la desembocadura del río, que posteriormente pasaría a llamarse St. Andrews. En 1654 conquistó Tobago con el Das Wappen der Herzogin von Kurland, un buque de doble cubierta que estaba armado con 45 cañones y traía consigo 25 oficiales, 124 soldados curlandeses y 80 familias de colonos. La colonia en Tobago se llamó Nueva Curlandia.
Jacobo fue tomado prisionero por los suecos entre 1658 y 1660 durante la Segunda Guerra del Norte. Durante este tiempo, sus colonias fueron atacadas y conquistadas y destruida su flota. Después de terminada la guerra, reconstruyó la flota y retomó la isla de Tobago de manos neerlandesas. Se cree que también tenía intenciones de colonizar Australia, la cual había sido descubierta por los neerlandeses, con los cuales se encontraba en guerra en ese entonces. Al parecer contaba con el apoyo del Papa Inocencio X. No obstante, el papa murió poco después, y el nuevo papa no estaba dispuesto a apoyar el plan. El duque murió en Jelgava el 1 de enero de 1682.

## Descendencia
Kettler se casó con Luisa Carlota de Brandeburgo (1617-1676), hija de Jorge Guillermo I de Brandeburgo, y tuvo hijos:
| Nombre                    | Nacimiento               | Muerte                  | Notas |
| ------------------------- | ------------------------ | ----------------------- | --- |
| Luisa Isabel Kettler      | 12 de agosto de 1646     | 16 de diciembre de 1690 | se casó con Federico II de Hesse-Homburg; tuvo doce hijos; murió a los 44 años                                                      |
| Ladislao Federico Kettler | 14 de diciembre de 1647  | 31 de marzo de 1648     | nunca se casó, murió a los tres meses                                                                                               |
| Cristina Sofia Kettler    | 15 de mayo de 1649       | 9 de junio de 1651      | nunca se casó, murió a los 2 años                                                                                                   |
| Federico Casimiro Kettler | 6 de julio de 1650       | 22 de enero de 1698     | casado (1) Condesa Sofía Amalia de Nassau-Siegen; y tuvo una hija (2) Isabel Sofía de Brandenburgo; tuvo hijos; murió a los 48 años |
| Carlota María Kettler     | 17 de septiembre de 1651 | 1 de diciembre de 1728  | nunca se casó; fue la abadesa en Herford; murió a los 76 años                                                                       |
| María Amalia Kettler      | 12 de junio de 1653      | 16 de junio de 1711     | se casó con Carlos I de Hesse-Kassel; tuvo hijos; murió a los 58 años                                                               |
| Carlos Jacobo Kettler     | 20 de octubre de 1654    | 29 de diciembre de 1677 | nunca se casó; murió a los 23 años                                                                                                  |
| Fernando Kettler          | 2 de noviembre de 1655   | 4 de mayo de 1737       | se casó con la Princesa Juana Magdalena de Sajonia-Weissenfels; no tuvo hijos; murió a los 81 años                                  |
| Alejandro Kettler         | 16 de octubre de 1658    | 28 de junio de 1686     | nunca se casó; murió a los 27 años                                                                                                  |